# Voia (okręg Hunedoara)
Voia – wieś w Rumunii, w okręgu Hunedoara, w gminie Balșa. W 2011 roku liczyła 102 mieszkańców.